# Sven Jonasson
Sven Jonasson   (Borås, 9 de juliol de 1909 - Varberg, 17 de setembre de 1984) fou un futbolista suec de la dècada de 1930.
Fou 42 cops internacional amb la selecció sueca amb la qual participà en la Copa del Món de Futbol de 1934 i 1938.
Pel que fa a clubs, defensà els colors de IF Elfsborg.